# Peter von der Lippe

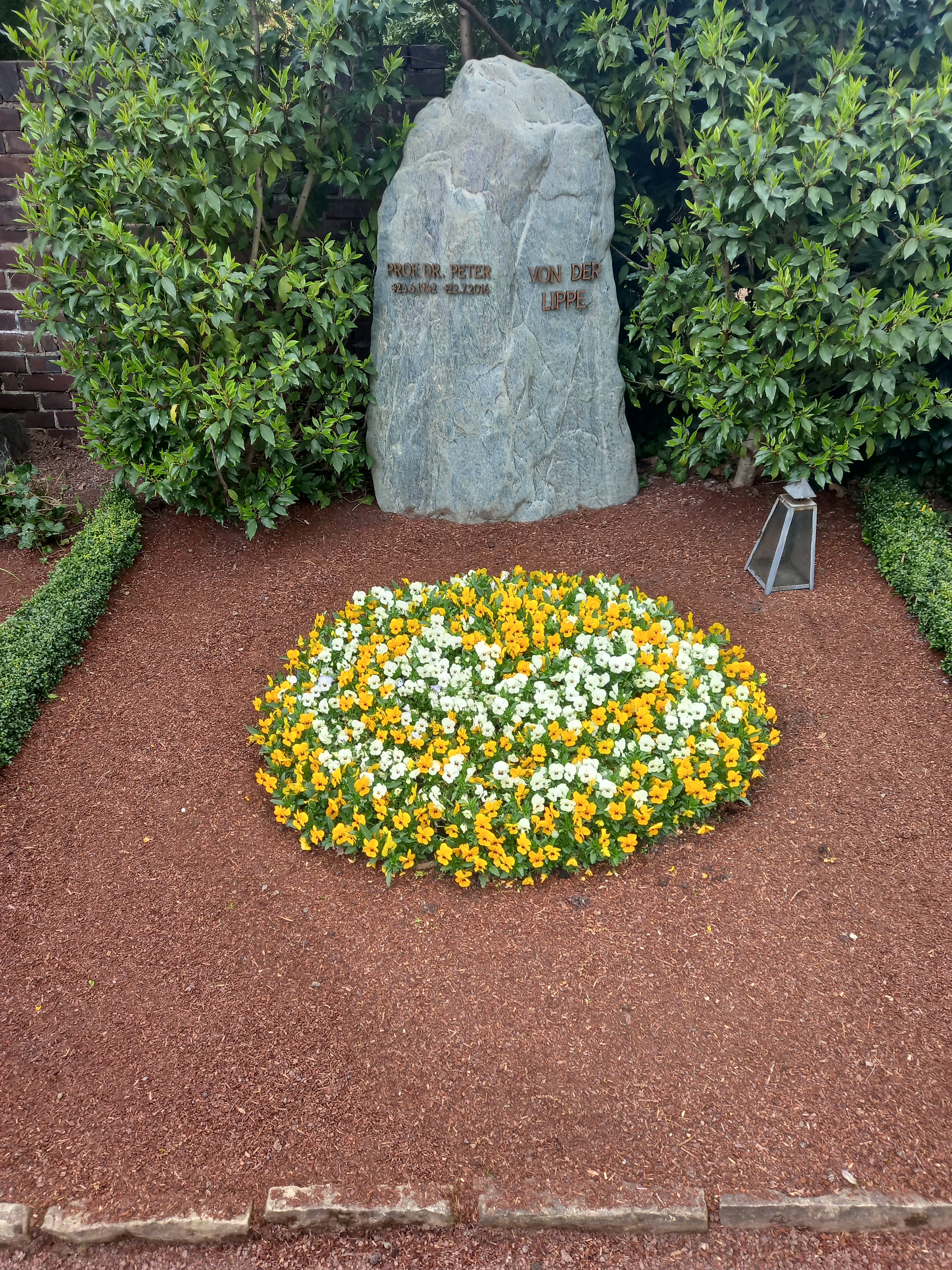
Das Grab von Peter von der Lippe auf dem Friedhof Bredeney in Essen

Peter von der Lippe (* 23. Juni 1942; † 22. Juli 2016), auch Peter Michael von der Lippe, war ein deutscher Statistiker und Ökonom.

## Leben
Nach dem Studium der Volkswirtschaftslehre an den Universitäten in München und Marburg mit dem Abschluss Diplom-Volkswirt im Jahr 1967 arbeitete er erst als wissenschaftlicher Assistent und dann als Dozent (Juniorprofessor) an der Universität Marburg. Die Promotion zum Dr. rer. pol. erfolgte im Jahr 1971. Das Thema der Dissertation lautete „Statistische Methoden zur Messung der sozialen Schichtung“. Im Januar 1976 nahm er einen Ruf als Professor für Statistik an die Universität-Gesamthochschule Essen an und lehrte dort
und an der später durch Fusion entstandenen Universität Duisburg-Essen bis 2007.
In der Forschung begleitete er in Deutschland und Europa die Arbeit der amtlichen Statistik, insbesondere durch Arbeiten zur Indextheorie und Preisstatistik.
Seine Beiträge zum Fach Wirtschaftsstatistik hatten Einfluss in den statistischen Ämtern in Deutschland, der Europäischen Union, den Nachfolgestaaten der Sowjetunion (GUS) und der Volksrepublik China. Sein Lehrbuch zur Wirtschaftsstatistik wurde gemeinsam mit dem Statistischen Bundesamt ins Russische und Chinesische übersetzt. Im Zusammenhang mit seinen Forschungen zur Indextheorie kritisierte er die Rolle der so genannten „Frankfurter Schule der Statistik“.
Für die Enquete-Kommission des Deutschen Bundestages „Aufarbeitung von Geschichte und Folgen der SED-Diktatur in Deutschland“ erstellte er das Gutachten „Die gesamtwirtschaftlichen Leistungen der DDR-Wirtschaft in den offiziellen Darstellungen“.
Im Jahr 2016 verlieh das  Statistische Bundesamt einen Peter-von-der-Lippe-Gedenkpreis.

## Schriften (Auswahl)

### Als Autor
- Mit Viktor Heese, Reinhold Kosfeld: Investitionszyklen in Polen. Duncker und Humblot, Berlin 1984, ISBN 978-3-428-05576-0.
- Wirtschaftsstatistik (= UTB. Band 209). 5. Auflage. Lucius & Lucius, Stuttgart 1996, ISBN 978-3-8252-0209-5.
- Plädoyer für (wieder) mehr Wirtschaftsstatistik in der Statistikausbildung. In: Statistisches Bundesamt, Wiesbaden (Hrsg.): Kooperation zwischen Wissenschaft und amtlicher Statistik – Praxis und Perspektiven – (= Schriftenreihe Forum der  Bundesstatistik. Band 34). Metzler-Poeschel, Stuttgart 2001, ISBN 978-3-8246-0608-5 (Beiträge zum Symposium am 31. Mai/1. Juni 1999 in Wiesbaden).
- Chain Indices – a Study in Price Index Theory (= Schriftenreihe Spektrum Bundesstatistik. Band 16). Metzler-Poeschel, Stuttgart 2001, ISBN 978-3-8246-0638-2.
- Mit Andreas Kladroba: Repräsentativität von Stichproben. In: Marketing ZFP – Journal of Research and Management. Band 24, Nr. 2, 2002, S. 139–145, doi:10.15358/0344-1369-2002-2.
- Mit Sibylle Schmerbach: Mehr Wirtschaftsstatistik in der Statistikausbildung für Volks– und Betriebswirte. In: Allgemeines Statistisches Archiv. Band 87, 2003, S. 335–344.
- Mit Sibylle Schmerbach: Antwort zur Diskussion um „Mehr Wirtschaftsstatistik in der Statistikausbildung für Volks– und Betriebswirte“. In: Allgemeines Statistisches Archiv. Band 88, 2004, S. 362–367, doi:10.1007/s101820400176.
- Induktive Statistik. 6. Auflage. Oldenbourg, München / Wien 2004, ISBN 978-3-486-20009-6.
- Deskriptive Statistik. 7., durchgesehene  Auflage. Oldenbourg, München / Wien 2006, ISBN 978-3-486-57863-8.
- Index Theory and Price Statistics. Peter Lang, Internationaler Verlag der Wissenschaften, Frankfurt am Main 2007, ISBN 978-3-631-56317-5.
- Mit Andreas Kladroba: Der unaufhaltsame Niedergang der Fächer Statistik und Ökonometrie in den Wirtschaftswissenschaften. In: AStA Wirtschafts- und Sozialstatistisches Archiv. Band 2, Nr. 1–2, 2008, S. 21–40, doi:10.1007/s11943-008-0033-z.
- Die Frankfurter Schule in der Statistik und ihre Folgen – Darstellung einer deutschen Fehlentwicklung am Beispiel der Indextheorie von Paul Flaskämper. In: AStA Wirtschafts- und Sozialstatistisches Archiv. Band 7, Nr. 1–2, 2013, S. 71–89, doi:10.1007/s11943-013-0129-y.
- Brückenkurs Statistik für Wirtschaftswissenschaften – Was Sie vor Vorlesungsbeginn wissen sollten (= UTB. Band 4333). UVK-Verlags-Gesellschaft, Konstanz 2015, ISBN 978-3-8252-4333-3.
- Mit Franz Xaver Bea, Jörg Wöltje, Gerald Pilz, Thieß Petersen, Angelika Rehborn, Alexander Henning, Birgit Friedl: Wirtschaftswissenschaften – 12 Kernfächer mit Aufgaben, Lösungen und Glossar. UVK-Verlags-Gesellschaft – UVK/Lucius, Konstanz / München 2017, ISBN 978-3-86764-779-3 (Peter von der Lippe: Statistik, S. 451-498).

### Als Herausgeber
- Mit Walter E. Diewert (Hrsg.): Index Number Theory and Price Statistics. Themenheft der Jahrbücher für Nationalökonomie und Statistik. Band 230, Nr. 6. De Gruyter – De Gruyter Oldenbourg, Berlin 2010, ISBN 978-3-11-051113-0.
- Mit Norbert Rehm, Heinrich Strecker, Rolf Wiegert (Hrsg.): Wirtschafts- und Sozialstatistik heute – Theorie und Praxis – Festschrift für Walter Krug. Verlag Wissenschaft & Praxis, Sternenfels 1997, ISBN 978-3-89673-016-9.